# Angélico Vieira
Sandro Milton Vieira Angélico (* 31. Dezember 1982 in Lissabon; † 28. Juni 2011 in Porto) war ein portugiesischer Popsänger und Schauspieler.

## Leben
Vieira arbeitete im Alter von 21 Jahren als Model für die Agentur DXL Models. 2004 erhielt er die Rolle des David in der Fernsehserie Morangos com Açúcar, aus der die Boyband D’ZRT hervorging. Drei Jahre nach ihrer Gründung löste sich die Band wieder auf. Vieira veröffentlichte im September 2008 ein Soloalbum, das in seinem Heimatland Platinstatus erreichte. 2010 nahm er die Titelmelodie von Secret Story – Casa dos Segredos auf.
Am Morgen des 25. Juni 2011 verunglückte er bei Estarreja mit seinem Wagen aufgrund eines geplatzten Reifens auf der Autobahn A1 und wurde mit einem schweren Schädel-Hirn-Trauma in das Hospital Geral de Santo António in Porto eingeliefert. Am 28. Juni 2011 verstarb er an den Folgen des Unfalls.

## Filmografie (Auswahl)
- 2004–2006: Morangos Com Açúcar (Fernsehserie, 346 Folgen)
- 2006: 20,13; Regie: Joaquim Leitão
- 2007–2008: Dance, Dance, Dance (Fernsehserie, 47 Folgen)
- 2007: Doce Fugitiva (Fernsehserie, eine Folge)
- 2008–2009: Feitiço de Amor (Fernsehserie, 295 Folgen)
- 2010–2011: Espirito Indomável (Fernsehserie, 301 Folgen)

## Diskografie
Alben
- 2008: Angélico
- 2011: Eu Acredito